# 티모테 아투바
티모테 아투바 에사마(프랑스어: Timothée Atouba Essama, 1982년 2월 17일 ~ )는 카메룬의 전 축구 선수로 레프트백으로 활약했다.

## 구단 경력

### 어린 시절
카메룬의 두알라에서 태어난 아투바는 13명의 아이들이 있는 가정에서 자랐다. 그는 야운데의 미네듀크라는 작은 클럽에서 축구를 시작했다. 그는 곧 다른 학교에서 구애를 받았다. 그러나 그는 그 이후로 오우라강 FC로 이름이 바뀐 그의 클럽에 남아있었다. 그는 1999년 시즌 1군에 2부 리그로 진출했다. 왼발을 사용한 미드필더는 곧바로 선발 11경기에 출전했고 주전 골잡이였다. 그 순간부터 상황은 빠르게 연속적으로 진행되었고 그는 엘리트 원의 위니옹 두알라로 이적했다. 그리고 나서, 아투바는 국가대표팀 감독인 피에르 르샹트르로부터 카메룬 국가대표팀 소집을 받았다. 그는 청소년 국가대표로 뛸 필요가 없었다.

### 토트넘 홋스퍼
2004년 8월, 아투바는 토트넘 홋스퍼와 계약했다. 비록 그는 뉴캐슬 유나이티드에서 승리의 유일한 골을 넣으며 클럽에서의 첫 몇 달 동안 유망한 경기들을 했지만, 그는 가끔 수비수로 시즌을 마무리했다. 런던에서의 단 1년 후, 그는 요건에 해당하는 잉여 선수로 여겨졌다.

### 함부르거
아투바는 2005년 7월, 함부르거 SV로 이적하였다. 2006년, 아투바는 UEFA 챔피언스리그에서 그의 독일 클럽을 상대로 몇 번의 성급한 도전이 득점으로 이어진 후 물의를 일으켰다. 불만을 품은 군중들로부터 야유를 받은 후, 그는 그들을 향해 가운데 손가락을 들어 보이며 교체를 요청했다. 교체된 후, 그는 자신의 행동을 반복했고 레드 카드를 받았다. 2009년 여름, 함부르크에서의 아투바의 계약은 종료되었다.

### 아약스
2009년 7월, 그는 암스테르담으로 이적하여 전 HSV 코치였던 마르틴 욜과 재회했다. 그는 AFC 아약스에 2년 계약으로 합류했다. 2009년 부상 문제 이후, 아투바는 아약스의 어린 선수인 퓌르논 아니타에게 11강 진출권을 빼앗겼다.

### 라스팔마스
2012년 5월, 아투바는 MLS 확장팀인 CF 몽레알의 초청을 받아 입단 테스트를 받았다. 2012년 11월, 스페인의 UD 라스팔마스는 2012-13년 시즌 종료 시까지 아투바의 영입을 확정지었다.

## 국가대표팀 경력
그는 카메룬의 2004년 아프리카 네이션스컵 팀의 일원으로, 준결승전 진출에 실패하기 전까지 조 1위를 차지했다.